# Chiefland
Chiefland é uma cidade localizada no estado americano da Flórida, no condado de Levy. Foi incorporada em 1913.

## Geografia
De acordo com o United States Census Bureau, a cidade tem uma área de 16,1 km², onde todos os 16,1 km² estão cobertos por terra.

### Localidades na vizinhança
O diagrama seguinte representa as localidades num raio de 24 km ao redor de Chiefland.

## Demografia
Segundo o censo nacional de 2010, a sua população é de 2 245 habitantes e sua densidade populacional é de 139,58 hab/km². Possui 1 047 residências, que resulta em uma densidade de 65,1 residências/km².